# Géographie de l'Occitanie (région administrative)
Cet article fournit diverses informations sur la géographie de l'Occitanie, en tant que région administrative.
L'Occitanie est une région résultant de la fusion des anciennes régions Languedoc-Roussillon et Midi-Pyrénées. Elle regroupe les départements de l'Ariège, de l'Aude, de l'Aveyron, du Gard, de la Haute-Garonne, du Gers, de l'Hérault, du Lot, de la Lozère, des Hautes-Pyrénées, des Pyrénées-Orientales, du Tarn et de Tarn-et-Garonne.

## Situation

### Géographie administrative et humaine
| \| Localisation de la région Occitanie en France \| ESPAGNE Catalogne Aragon ANDORRE Nouvelle-Aquitaine Provence- Alpes- Côte d'Azur Auvergne-Rhône-Alpes Lot (46) Cahors Aveyron (12) Rodez Lozère (48) Mende Gard (30) Alès Nîmes Tarn (81) Albi Castres Tarn-et-Garonne (82) Montauban Haute-Garonne (31) Toulouse Gers (32) Auch Hérault (34) Béziers Montpellier Sète Aude (11) Carcassonne Narbonne Pyrénées- Orientales (66) Perpignan Hautes- Pyrénées (65) Tarbes Ariège (09) Foix |
| Localisation de la région Occitanie en France |

### Géographie physique
| \| Localisation de la région Occitanie en France \| Pyrénées Massif central Golfe du Lion Mer Méditerranée Le Tarn La Garonne Le Rhône L'Aveyron Pic du Canigou Pic du Midi · de Bigorre Vignemale Mont Aigoual Pic de Nore Petite Camargue Plaine du Roussillon Bassin aquitain Seuil du Lauragais (Naurouze) |
| Localisation de la région Occitanie en France |

### Limites
La région Occitanie est située à la frontière entre l'Europe de l'Ouest et l'Europe du Sud[Quoi ?], dans le Sud de la France métropolitaine. Vaste de 72 724 km2, elle est voisine de la Nouvelle-Aquitaine à l'ouest, de la région Provence-Alpes-Côte d'Azur à l'est et d'Auvergne-Rhône-Alpes au nord. Elle est également limitrophe de deux pays au sud, l'Espagne (plus précisément les communautés autonomes de Catalogne et d'Aragon) et Andorre. Sa capitale, Toulouse, se trouve à 590 km au sud-sud-ouest de la capitale nationale, Paris, à 405 km à l'ouest de Marseille, à 246 km au sud-est de Bordeaux et à 395 km au nord de Barcelone. Son centre géographique est situé sur le territoire de la commune de Lautrec, dans le Tarn, à 57 km à l'est de Toulouse.
Elle est bordée au sud-est par la mer Méditerranée, voie de transports maritimes permettant d'importants échanges commerciaux et culturels à une échelle internationale depuis l'Antiquité, et à l'est par le Rhône, axe ancien de circulation entre le nord et le sud de l'Europe de l'Ouest. Elle est traversée du nord-ouest au sud-est par une voie fluviale constituée d'une partie du canal latéral à la Garonne, aménagé au XIXe siècle jusqu'à Toulouse, et du canal du Midi, datant du XVIIe siècle, entre Toulouse et l'étang de Thau où il se jette sur le territoire de la commune de Marseillan. Cet axe transversal, appelé « canal des Deux-Mers », fait de la région un isthme entre les façades atlantiques et méditerranéennes.
La région est à cheval entre le Bassin aquitain à l'ouest et la plaine littorale languedocienne à l'est, et entre le Massif central au nord et les Pyrénées au sud. La jonction entre ces quatre espaces se fait au seuil de Naurouze, situé dans la commune de Montferrand à la frontière entre la Haute-Garonne et l'Aude.